# Guerra civile tra Armagnacchi e Borgognoni
La guerra civile tra Armagnacchi e Borgognoni fu un conflitto che vide contrapposte tra il 1407 e il 1435 la Casata d'Orléans (Armagnacchi) e la Casata di Borgogna (Borgognoni), entrambe rami cadetti della dinastia reale francese dei Valois.

## Antefatto
A seguito della follia del re, Carlo VI, la Francia, dal 1393, fu governata da un consiglio di reggenza presieduto dalla regina Isabella. Essendo la regina digiuna di politica, il membro più influente del consiglio era il duca di Borgogna (Filippo l’Ardito) che era anche lo zio del re, Carlo VI. Il fratello del re, il duca d'Orléans, Luigi d'Orléans, cercava di contrastare il potere di Filippo, soprattutto sul piano economico, sostituendolo nei periodi in cui si allontanava da Parigi per andare nei suoi domini.

## La causa del conflitto

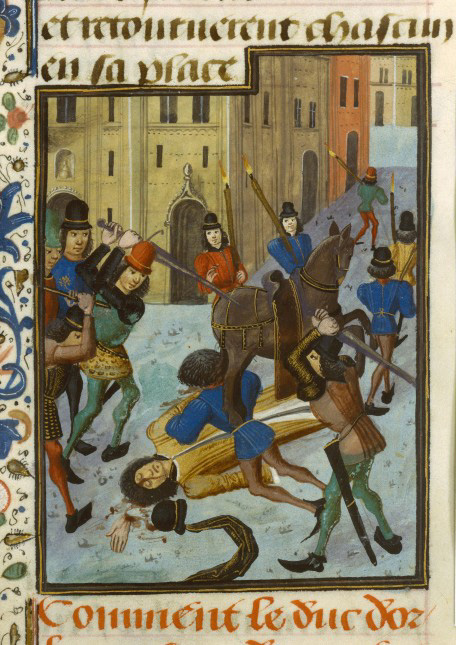
Assassinio del duca d'Orléans

Quando Filippo l'Ardito morì, nel 1404, suo figlio, il nuovo duca di Borgogna, Giovanni senza Paura, nel consiglio di reggenza, ebbe un'influenza molto minore del padre. Per contro, dopo la morte di Filippo l'Ardito, il fratello del re, Luigi d'Orléans, era divenuto membro molto influente del consiglio di reggenza, con l'appoggio della regina, Isabella (sembra che Luigi ne fosse diventato l'amante, secondo la voce messa in circolazione dai cronisti di parte borgognona che propagandarono la diceria che Carlo, futuro delfino e futuro Carlo VII, l'ultimo figlio della coppia reale in realtà fosse il figlio di Luigi e non del re).
All'inizio, il conflitto di interessi che opponeva il duca di Borgogna, Giovanni senza Paura a Luigi d'Orléans duca d'Orléans fu favorevole a Luigi d'Orléans, che, oltre a contrastare Giovanni senza Paura, impedendogli di realizzare una continuità territoriale tra le Fiandre e la Borgogna, in accordo con la regina, applicò una nuova imposta, per rimettere ordine alle finanze del regno. Giovanni senza Paura rifiutò la nuova tassa per i suoi territori e, nel 1405, si presentò in armi a Parigi, mettendo in fuga Luigi d'Orléans e la regina.
Dopo due mesi, anche perché erano riprese le ostilità con gli Inglesi, il duca di Borgogna e Luigi d'Orléans si riappacificarono e alla fine del 1406 entrambi svolsero due campagne militari, Luigi in Guienna e Giovanni a Calais, accusandosi a vicenda di aver danneggiato l'altrui iniziativa.
Inoltre approfittando del fatto che il duca d'Orléans fosse un noto conquistatore di cuori femminili, fu messa in giro la voce che Luigi avesse tentato di sedurre la duchessa di Borgogna Margherita di Baviera. Comunque sia, nel 1407, il duca d'Orléans, mentre stava tornando a casa, dopo una visita alla regina, fu ucciso da una banda di armati. Le investigazioni del prevosto di Parigi giunsero alla verità e Giovanni senza Paura confessò di essere stato il mandante, ma non pagò mai per il suo misfatto anzi in un'assemblea solenne ad Amiens, fu addirittura giustificato.

## La guerra civile
Il successore di Luigi fu il figlio, Carlo, che, nel suo desiderio di vendetta, raccolse intorno a sé diversi nobili, detti orleanisti, e nel 1410, in seconde nozze, sposò Bona d'Armagnac, la figlia del conte d'Armagnac, Bernardo VII, che portò ad una alleanza tra i partigiani del duca d'Orléans (tra cui i duchi di Berry, i duchi di Borbone e di Bretagna, i conti d'Alençon et di Clermont) ed i conti d'Armagnac, sotto la guida del conte d'Armagnac, Bernardo VII e dato che la lega orleanista aveva nelle sue file molti cavalieri guasconi, il partito fu detto degli Armagnacchi, mentre la fazione opposta che si strinse intorno al duca di Borgogna fu detta dei Borgognoni. A partire da quel momento il regno di Francia fu dilaniato dalla lotte delle due fazioni che fu detta guerra civile tra Armagnacchi e Borgognoni.
Entrambe le fazioni cominciarono a circondarsi di compagnie di mercenari, che cominciarono a saccheggiare sia le campagne che le città. Giovanni era padrone di Parigi e aveva l'appoggio delle grandi città del nord, mentre gli Armagnacchi godevano di più favore nelle campagne.
Comunque ambedue le fazioni commisero l'errore di richiedere l'aiuto degli Inglesi: Giovanni, nel 1411, ottenne delle truppe per rinforzare il contingente militare di Parigi, mentre, l'anno dopo, gli orleanisti offrirono, ad Enrico IV d'Inghilterra, tutta l'antica Aquitania, in cambio del suo sostegno contro i Borgognoni. Dopo un primo fatto d'armi in cui gli Inglesi erano giunti in ritardo ad appoggiare i Borgognoni fu raggiunto un accordo tra le due fazioni, Armagnacchi e Borgognoni.

## Prima fase della guerra civile
Intanto a Parigi le varie corporazioni, a cominciare dai macellai, seguiti dai trippai, dagli scuoiatori e dai conciapelli iniziarono a creare disordini e tra maggio e luglio del 1413. Guidati dallo scuoiatore Simon Caboche commisero saccheggi, devastazioni e arrestarono parecchie persone, anche vicine alla corte, con l'accusa di malversazione, senza che Giovanni di Borgogna intervenisse; il duca intervenne molto timidamente solo quando furono arrestate quindici dame di corte. Sembrava che le violenze fossero finite, ma i macellai, che erano fuori controllo, ricominciarono con le violenze, gli arresti e le esecuzioni.
Allora con l'assenso di entrambe le fazioni, Armagnacchi e Borgognoni, ai primi di agosto, Giovanni Jouvenel, un magistrato di simpatie armagnacche, guidò un movimento di reazione, che prometteva un'amnistia generale e la pace, che in pochi giorni guadagnò alla sua causa la maggioranza della popolazione che ora simpatizzò apertamente per gli Armagnacchi. Il duca d'Orléans, a settembre, entrò a Parigi, rimettendo in carica tutti i funzionari deposti ed iniziando, nello stesso tempo, a perseguitare i rivoltosi dell'estate. Giovanni senza Paura abbandonò la partita ed andò a Lilla. Nel febbraio del 1414 Giovanni senza Paura si ripresentò a Parigi, con una grossa scorta, ma non gli fu permesso di entrare, anzi fu bandito e dichiarato ribelle, la guerra riprese, ma, dopo un anno, ad Arras fu stipulata la pace.
Dopo che Enrico V d'Inghilterra, dal 1413 il nuovo re d'Inghilterra, aveva programmato di fare la guerra per rivendicare il trono di Francia, gli Inglesi sbarcarono alla foce della Senna nel 1415, e il re di Francia, non fidandosi, rifiutò l'aiuto del duca di Borgogna che pertanto ordinò a tutti i suoi vassalli di non recarsi a Rouen, punto di raccolta dell'esercito francese e fu obbedito dalla maggior parte di loro. Quindi i Borgognoni non parteciparono al disastro di Azincourt.
Ad Azincourt, il duca d'Orléans era stato fatto prigioniero, per cui il controllo di Parigi ora era nelle mani del suocero del duca, il conte d'Armagnac e conestabile, Bernardo VII, che instaurò un vero regno del terrore, senza però prendere efficaci misure contro l'esercito inglese che stava conquistando sistematicamente tutta la Normandia. Nel frattempo, Giovanni senza Paura si avvicinava a Parigi con il suo esercito che aveva con sé la regina Isabella, che era stata nominata reggente del regno. All'interno della città la gente era stufa delle prepotenze degli Armagnacchi, e nel maggio del 1418, fu aperta una porta della città in cui penetrò un contingente di 800 borgognoni che con l'appoggio della popolazione conquistò la città. Ma il 12 giugno, in assenza del duca di Borgogna che era andato a caccia nelle sue terre esplose una sollevazione che andò a prelevare gli Armagnacchi prigionieri e ne uccise circa 1600, tra cui parecchie donne e soprattutto il conestabile Bernardo VII d'Armagnac. Quando Giovanni arrivò a Parigi fece cessare i disordini, condannò a morte i caporioni ed il primo ottobre abolì tutti i tributi. Molte altre città si consegnarono ai Borgognoni.
Nel 1417, dopo che erano morti i suoi due fratelli era diventato delfino di Francia Carlo, il figlio dei regali di Francia tanto chiacchierato, che dopo la morte di Bernardo VII, fu riconosciuto capo degli Armagnacchi, mentre il padre lo aveva nominato luogotenente generale del regno e lui si era autoproclamato reggente.
Il duca di Borgogna ed il delfino, anche perché il re d'Inghilterra continuava nelle sue conquiste si incontrarono due volte, con l'intenzione di trovare un accordo, la prima a Pouilly e la seconda a Corbeil, dove si scambiarono il bacio della pace, giurandosi l'un l'altro amicizia e s'impegnarono in un'alleanza intesa a scacciare gli Inglesi. Sembrando al delfino che Giovanni non mantenesse gli impegni, stabilirono un terzo incontro al ponte di Montereau, dove però dopo che erano volate parole grosse il duca di Borgogna venne assassinato dagli Armagnacchi che accompagnavano il delfino.
Sia il popolo di Parigi che il nuovo duca di Borgogna, Filippo il Buono, allora optarono per Enrico V d'Inghilterra dichiarando che gli Inglesi erano preferibili agli Armagnacchi.
Filippo il Buono intavolò immediatamente delle trattative, col consenso della regina Isabella, con Enrico V e nella città di Troyes fu preparato un trattato che prevedeva l'immediato matrimonio tra il re d'Inghilterra e la figlia del re di Francia, Carlo VI, Caterina di Valois e dove il re e la regina di Francia ripudiavano il loro figlio Carlo VII, il cosiddetto delfino e non solo nominavano erede al trono Caterina ma addirittura considerando Enrico V come loro figlio, anche lui erede al trono assieme alla moglie. Inoltre Enrico manteneva il possesso delle terre di Normandia appena conquistate e fu nominato reggente assieme al duca di Borgogna.

## Seconda fase della guerra civile
Il delfino, con l'aiuto degli Armagnacchi e l'appoggio del duca di Bretagna, cercò di reagire, riuscendo ad attirare dalla sua parte la Linguadoca, sino ad allora schierata col duca di Borgogna, ma nel 1421 subì due cocenti sconfitte, che lo fecero arretrare molto da Parigi, e per disprezzo fu chiamato il «re di Bourges». Nel 1422, all'improvviso morì Enrico V a cui, sul trono inglese, succedette il figlio suo e di Caterina di Valois, di dieci mesi d'età, Enrico VI d'Inghilterra e dopo poche settimane morì anche Carlo VI, per cui Enrico VI d'Inghilterra divenne anche re di Francia col nome di Enrico II.
La situazione della Francia era molto particolare, aveva due re:
- Carlo VII, il delfino che era stato diseredato ma occupava il centro ed il sud del regno, ad eccezione della Guienna, ed
- Enrico VI d'Inghilterra, o Enrico II, che assieme ai suoi alleati Borgognoni occupava il nord e l'est del regno oltre alla Guienna.

D'ora in poi la guerra civile data la scelta fatta dal duca di Borgogna coincide con gli avvenimenti della guerra dei cent'anni. la situazione resterà in una fase di stallo sino a che Giovanna d'Arco non arriverà a Bourges a dare uno scossone al delfino, Carlo VII.

## La fine del conflitto
Carlo VII, iniziata una paziente riconquista del territorio francese, cercò di isolare gli Inglesi dai Borgognoni. La sua politica ebbe successo e, nel 1435, ad Arras, concluse un trattato con Filippo il Buono che metteva fine alla guerra civile, sancendo l'indipendenza (il duca rimaneva vassallo senza l'obbligo di omaggio al re di Francia) della Borgogna, che otteneva le città della valle della Somme, la contea di Mâcon e la contea d'Auxerre. In cambio riconosceva a Carlo VII il titolo di re di Francia.
In meno di vent'anni gli inglesi perderanno tutti i loro territori sul continente ad eccezione della città di Calais (1453).